# Die Ausstattung der Welt
Die Ausstattung der Welt ist ein deutscher dokufiktionaler Kinofilm von Susanne Weirich und Robert Bramkamp aus dem Jahr 2023.

## Handlung
Cleo, Doktorandin für Postcolonial Studies, ist im Requisitenfundus Studio Babelsberg auf der Suche nach afrikanischen Gegenständen oder deren Imitaten und analysiert, inwiefern sich darin stereotypische oder koloniale Sichtweisen widerspiegeln. Der Film taucht in den Fundus-Alltag ein und gibt Einblicke in die Arbeit der Fundus-Mitarbeiter, in deren Ideen, Ordnung in die Welt der Gegenstände zu bringen und die Beziehung, die sich zu den Dingen und zwischen ihnen ergeben.
Geza Claus hat ihren Fundus Props in Hamburg bereits seit den 1960er Jahren betrieben. Er wurde 2021 von der FTA Film- und Theaterausstattung übernommen und wird im Film als Fundus FTA PROPS neu organisiert. Der von Susanne Hein gegründete delikatessen Requisitenfundus Berlin umfasst ein vierstöckiges fabrikartiges Gebäude mit 48 000 Objekten. Überall herrscht eine Ordnung aus Strichcodes, Verschlagwortung, Etiketten. Die meisten Gegenstände sind bereits elektronisch erfasst und führen eine Parallelexistenz im Internet.
Neben Zitaten von Spielfilmen, in denen konkrete Gegenstände aus den verschiedenen Fundus wiederzuerkennen sind, existiert im Film eine weitere, metaphysische Ebene. Andeutungen ergeben sich bereits in Interviews, wenn zum Beispiel Susanne Hein davon spricht, dass Objekte, die aussortiert werden sollen, plötzlich besonders oft ausgeliehen werden, als würden sie damit ihre Nützlichkeit beweisen wollen. Stopptrickaufnahmen inszenieren ein Eigenleben der Dinge.
Das Bildnis einer unbekannten Frau afrikanischer Abstammung, die eine Türmchenuhr hält, begegnet Cleo immer wieder. Es ist das Fragment eines Gemäldes aus dem 16. Jahrhundert von Annibale Caracci. Ein Großteil des Gemäldes ist verbrannt und nur das Portrait of an African Woman holding a Clock ist erhalten. Gemeinsam mit der Leiterin der Rahmenwerkstatt Miu Quell überlegt Cleo, in welcher Größe das Porträt reproduziert und mit welchem Rahmen es ausgestattet werden sollte.
Die Beschränkung der Filmhandlung auf das Innere der drei Fundus, auf die darin herrschende ruhige Konzentriertheit, lässt die Außenwelt als etwas abstraktes, hektisches, weniger Reales erscheinen. Alles ist im Fundus vorhanden, der Fundus wird zur eigentlichen Realität, er dient der titelgebenden „Ausstattung der Welt“.

## Produktion und Veröffentlichung
Die Ausstattung der Welt wurde vom Medienboard Berlin-Brandenburg und der MOIN Filmförderung Hamburg Schleswig-Holstein gefördert und von ZDF und Arte, Redaktion Doris Hepp, koproduziert. Nach Beckerbillett (1994) ist es die zweite filmische Auseinandersetzung von Robert Bramkamp und Susanne Weirich mit der Biographie der Dinge.
Angesichts der überwältigenden Menge an Gegenständen, mit denen Bramkamp und Weirich konfrontiert wurden, war es ihnen wichtig, in Markus Koob einen Kameramann zu finden, der „in der Lage ist, Bilder zu konstruieren, die aus sich heraus eine gewisse Grammatik und Ordnung entwickeln, denn sonst [...] hat [man] sehr schnell das Gefühl, dass man auf einem Flohmarkt steht“, so Bramkamp gegenüber dem Deutschlandfunk. „Also wir haben wirklich erst die Bilder gesetzt, dann die dokumentarischen Protagonist:innen gebeten in die Bilder reinzugehen, weil die Arbeitsabläufe selbst sich ja wiederholt haben, und nachdem die dann eine Weile gut liefen, haben wir uns Fragen stellend mit reingemengt in die Situation.“
Die Entscheidung mit Thelma Buabeng eine BIPoC-Aktivistin zu einer „dokufiktionalen Intervention“ einzuladen, entsprang dem Wunsch des Regie-Duos, eine Figur zu kreieren, die in allen drei Fundus auftauchen kann. „Wer nicht weiß, dass Thelma auch Schauspielerin ist, kauft das.“, meinte Bramkamp, zumal im Film auch die tatsächlich vorhandene aktivistische Seite Thelmas dokumentiert werde.
Die Uraufführung des Films fand am 9. Oktober 2023 auf dem Internationalen Leipziger Festival für Dokumentar- und Animationsfilm statt. Die Erstausstrahlung im Fernsehen folgte am 14. Oktober 2024 auf Arte.

## Rezeption
Ina Plodroch vom Deutschlandfunk sprach mit Robert Bramkamp für die Sendung Corso. Neben der Thematisierung von Kunst im kolonialen Kontext mache vor allem auch der Fokus auf die Alltagsgegenstände den Film „reizvoll“ und „spannend anzuschauen“. Gunda Bartels vom Tagesspiegel entdeckte auf dem DOK Leipzig 2023 gleich mehrere Filme, die sich „mit dem ‚kolonialen Blick‘ und seinen bis heute reproduzierten rassistischen Stereotypen“ auseinandersetzen und fand, Die Ausstattung der Welt sei „so originell wie unterhaltsam geraten.“
„Hintergrund wird Vordergrund! Die Konzeptkünstlerin Susanne Weirich und der Regisseur Robert Bramkamp machen in voller Spielfilmlänge die Underdogs eines jeden Films zu Hauptdarstellern.“ – so beschreibt Kerstin Decker von Der Tagesspiegel ein Anliegen des Films. Das Magazin Kulturzeit des Fernsehsenders 3sat nennt ihn einen „humorvolle[n] Exkurs in die Ausstattung von Filmen.“ und für Francesco Tornabene vom WDR ist er eine „große Liebeserklärung an all die scheinbar nebensächlichen Dinge, von denen Filme und TV-Serien so voll sind und ohne die sie nicht funktionieren würden.“ Patrick Seyboth von Epd Film lobt die Filmemacher: „Die Neugier und Ausdauer ihrer Beobachtung, ihr bedächtiges Nachfragen in den Interviews und einige spielerisch-experimentelle Elemente verleihen dem Film eine Atmosphäre heiterer Konzentration.“ Und im NDR-Magazin DAS! ist man sich sogar sicher: „Wer Die Ausstattung der Welt gesehen hat, betrachtet jeden Spielfilm anschließend mit ganz anderen Augen.“
Elena Alvarez Lutz geht in ihrem Beitrag für die Kultursendung ttt im Ersten auf die Bildgestaltung ein: „Die Kameraeinstellungen in diesem Dokumentarfilm sind streng kadriert, schaffen einen klaren Raum, in dem die erfundene Filmfigur einer schwarzen Doktorandin sitzt, die Biographie und Provenienz afrikanischer Dinge im Fundus erforscht.“ Während José García von Die Tagespost findet, „die politisch korrekten Thematiken wirken aufgesetzt“, verteidigt Tornabene die inszenierte Recherche zu Kolonialismus und Rassismus: „Damit macht der Film klar, dass es immer auch wichtig ist, zu schauen, in welchem Kontext die Requisiten eingesetzt werden. Das thematisiert die sehenswerte Doku aber nicht mit erhobenem Zeigefinger. Der Grundton von Die Ausstattung der Welt ist eher heiter“. Philipp Stadelmaier vom Filmdienst meint: „Die Fokussierung auf ‚afrikanische‘ Objekte, die sich ebenso aufdrängt wie eine notwendige ‚Dekolonialisierung‘ der Sammlungen, mag mit Bezug auf künftiges Filmschaffen wichtig und zeitgemäß sein. Doch sie legitimiert den Film auch insofern, als dass sie diesem inmitten der Verführungen des Fundus eine Struktur verleiht.“ Dank der Fokussierung auf das Portrait of an African Woman holding a Clock sei „die Sammlung etwas gerechter und ‚richtiger‘ geworden – und der Streifzug durch die Archive nicht ganz umsonst gewesen.“
In einem Interview mit den Filmemachern in der Zeitschrift Konkret definierte Georg Seeßlen verschiedene Ebenen des Films: „eine Besuchsreportage, eine gespielte Recherche zu einem Bild [...], ein paar surrealistische Elemente – wie den Fisch als Leitmotiv – und schließlich auch so etwas wie eine Komposition, eine Symphonie der Objekte, von denen manche auch lange nach dem Film noch im Gedächtnis bleiben.“ Jener rote Fisch, den Seyboth als „skurrilen“ und „bewusst ein wenig albernen ‚Guide‘“ beschreibt, und der für Decker ein „besonders absurdes, besonders überflüssiges Exemplar aus der Welt der Dinge“ darstellt, ist für die Filmemacher „Kapellmeister der animierten Dinge“. Er führe Co-Regie und parodiere mit seinem unvorhersehbaren Kurs nebenbei die klassische Autor- und Regieposition.
In einer ausführlicheren Rezension in Jungle World findet Georg Seeßlen Gelegenheit, zusätzliche Themenfelder aufzugreifen. So geben die im Film getragenen FFP-3-Masken diesen als Produkt der COVID-19-Pandemie zu erkennen, was ihn irgendwann auch als Reminiszenz an eine seltsame vergangene Zeit erscheinen lasse. Das zeige, „dass man Filme immer irgendwie trotzdem macht. So ist Die Ausstattung der Welt eben auch ein Film, der der Zeit der Pandemie und der Lähmung der Kultur abgetrotzt wurde.“ Eine weitere Beobachtung macht Seeßlen im Zusammenhang mit der im Film dargestellten Digitalisierung der Requisiten: „Aber kann man sich überhaupt klar machen, was mit den Dingen geschieht, wenn sie von der Ordnung des Schlagwortkatalogs in die der digitalen Bilder wechseln? Gewiss, durch die Digitalisierung der Fundusbestände wird für die Filmemacherinnen und Filmemacher die Auswahl per Mausklick schneller, subjektiver, emotionaler. Aber wir verstehen auch, dass möglicherweise ein Verlust an Bewusstsein damit verbunden ist. Immer mehr erklären sich die Sachen nicht mehr durch Texte, sondern durch ihre Icons.“